# Parafia św. Jadwigi Śląskiej w Samogoszczy
Parafia św. Jadwigi Śląskiej w Samogoszczy – parafia rzymskokatolicka w Samogoszczy.
Pierwotny kościół drewniany z 1326 r. wybudowany w Tarnowie. W 1463 kościół ten uposażony został przez Stanisława Tarnowskiego. Z biegiem czasu, z powodu bliskości Wisły, przeniesiony został do Samogoszczy.
Obecny kościół parafialny murowany, w stylu neogotyckim, został wybudowany w 1864 przez Stanisława Zamoyskiego. Konsekrowany w 1878 przez biskupa lubelskiego, Walentego Baranowskiego.
Terytorium parafii obejmuje w gminie Maciejowice wsie: Bączki, Budy Podłęskie, Domaszew, Kępę Podwierzbiańską, Kraski Dolne, Nowe Kraski, Ostrów, Podłęż, Podwierzbie i Samogoszcz, w  gminie Łaskarzew – Lewików i Lipniki oraz Rudę Tarnowską i Tarnów z gminy Wilga.